# Pleurothallis versicolor
Pleurothallis versicolor är en orkidéart som beskrevs av Otto Porsch. Pleurothallis versicolor ingår i släktet Pleurothallis och familjen orkidéer. Inga underarter finns listade i Catalogue of Life.